# Idaea transsylvanaria
Idaea transsylvanaria är en fjärilsart som beskrevs av Franz Dannehl 1926. Idaea transsylvanaria ingår i släktet Idaea och familjen mätare. Inga underarter finns listade i Catalogue of Life.